# UFC Fight Night: Nzechukwu vs. Cuțelaba
UFC Fight Night: Nzechukwu vs. Cuțelaba anteriormente UFC Fight Night: Lewis vs. Spivac (también conocido como UFC Fight Night 215, UFC on ESPN+ 73 y UFC Vegas 65) fue un evento de artes marciales mixtas producido por Ultimate Fighting Championship que tuvo lugar el 19 de noviembre de 2022 en las instalaciones del UFC Apex en Enterprise, Nevada, parte del área metropolitana de Las Vegas, Estados Unidos.

## Antecedentes
Se esperaba que un combate de peso pesado entre Derrick Lewis y Sergey Spivak encabezara el evento. Sin embargo, mientras el evento estaba en marcha, Lewis se vio obligado a retirarse debido a una enfermedad no relacionada con el corte de peso y el combate fue cancelado. Como resultado, el emparejamiento de peso semipesado  entre Kennedy Nzechukwu e Ion Cuțelaba que estaba previsto como el evento coprincipal encabezaron el evento.
Se esperaba que Jack Shore se enfrentara a Kyler Phillips en un combate de peso gallo. Sin embargo, Shore sufrió "una grave lesión de rodilla" y no se espera que vuelva a competir antes de finales de 2022. Todavía no se sabe si los responsables de la UFC le buscarán un sustituto o si Phillips será reprogramado para otro evento.
Se esperaba un combate de peso semipesado entre William Knight y Marcin Prachnio en el evento. Sin embargo, el combate se canceló en la semana del evento por razones no reveladas.
Se esperaba un combate de peso medio entre Rodolfo Vieira y Cody Brundage en el evento. Sin embargo, Vieira se retiró del evento por razones no reveladas y el combate fue cancelado.
Se esperaba que Vince Morales se enfrentara a Jose Johnson en un combate de peso gallo. Sin embargo, Johnson se retiró por razones no reveladas y fue sustituido por Miles Johns.

## Premios de bonificación
Los siguientes luchadores recibieron bonificaciones de $50000 dólares.
- Pelea de la Noche: No se concedió ninguna bonificación.
- Actuación de la Noche: Kennedy Nzechukwu, Muslim Salikhov, Jack Della Maddalena y Natália Silva